# Дексаметазон

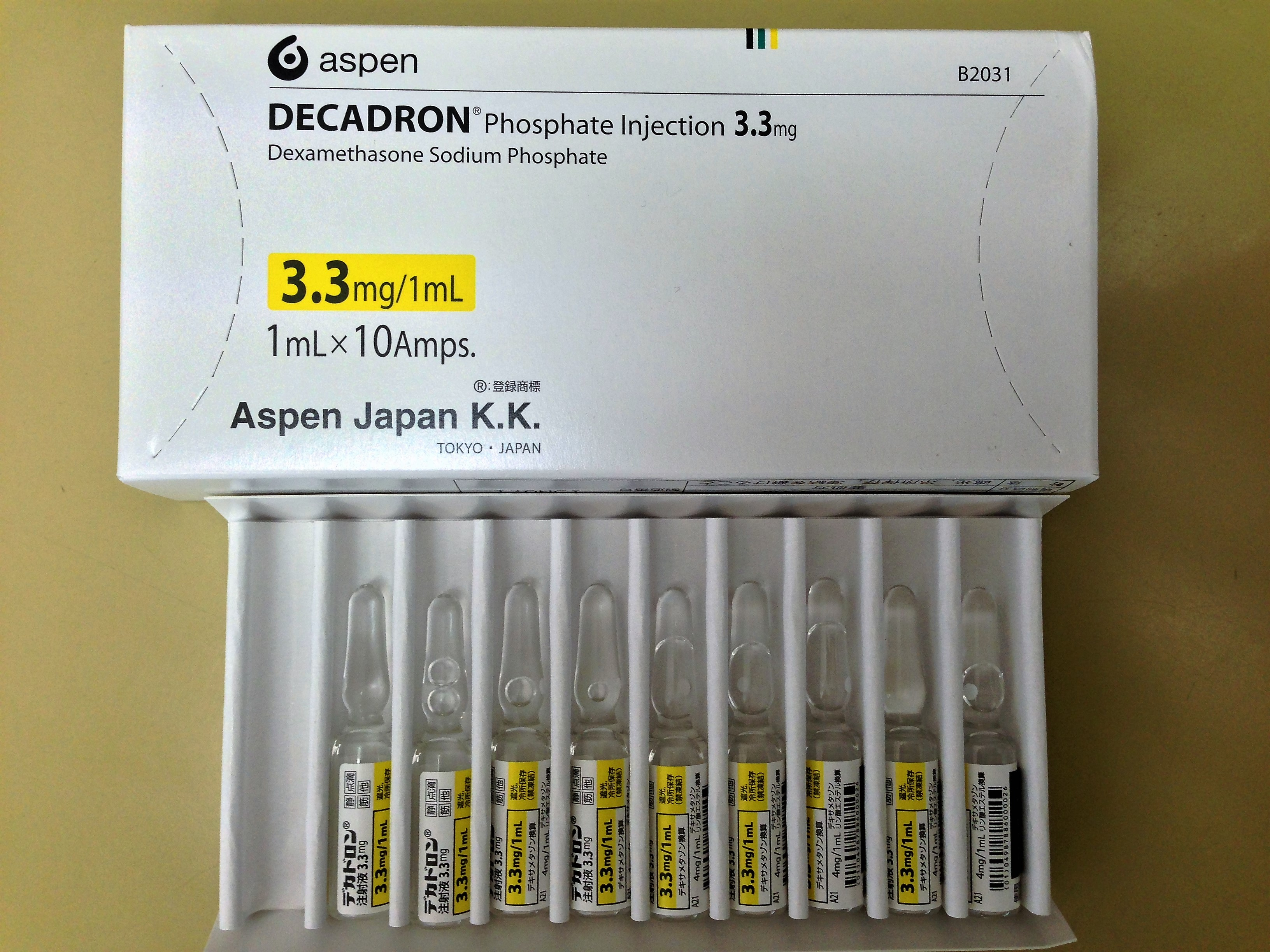
Упаковка ампул дексаметазон в форме раствора для инъекций

Дексаметазо́н — фармацевтический препарат, синтетический глюкокортикостероид (аналог преднизолона), оказывает противовоспалительное и иммунодепрессивное действие, с 1960-х годов применяется при лечении аутоиммунных заболеваний, в настоящее время используется в терапии множества болезней и патологических состояний.
Дексаметазон включён в Список основных лекарственных средств Всемирной организации здравоохранения и входит в перечень Жизненно необходимых и важнейших лекарственных препаратов Минздрава РФ.

## Общее описание

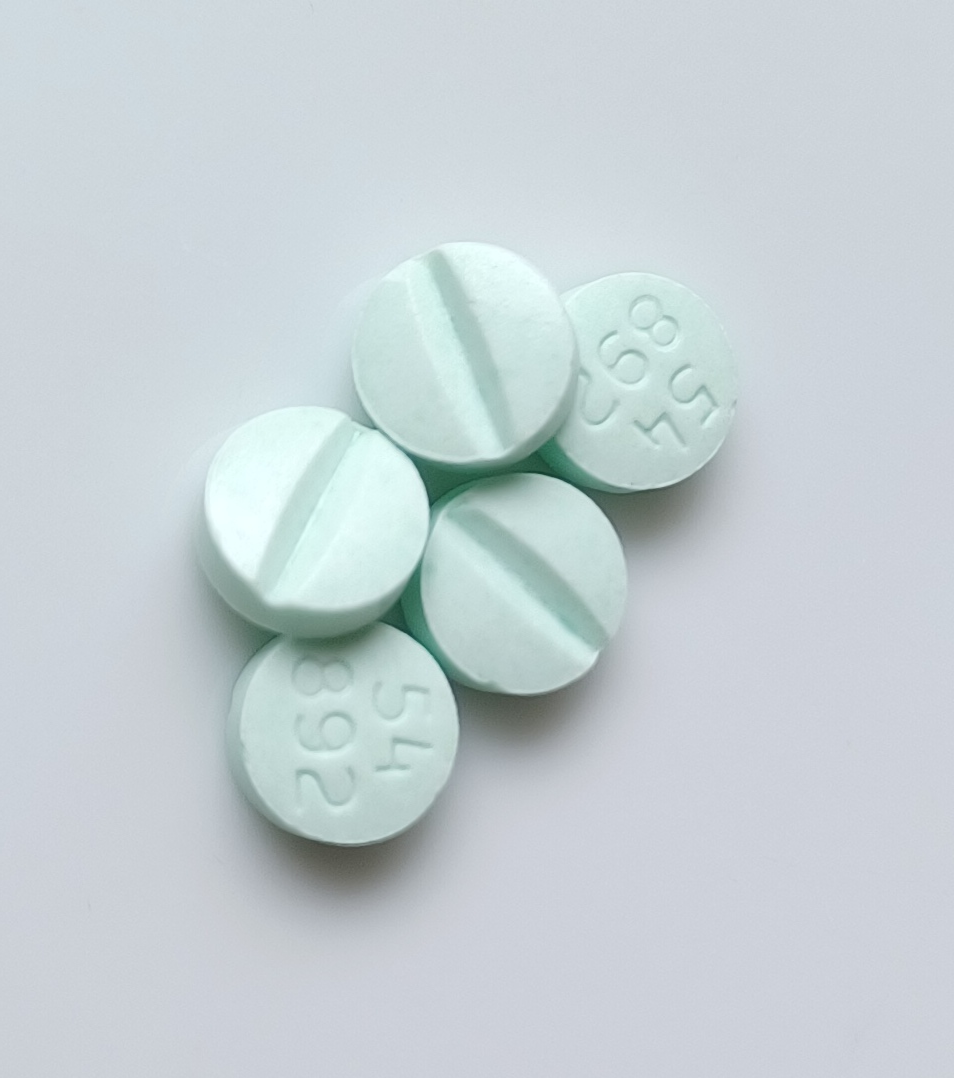
Таблетки дексаметазона

Стероид (глюкокортикостероид) дексаметазон, δ-1,9-α-фтор,16α-метил-гидрокортизон, представляет собой метилированное производное фторпреднизолона — синтетический аналог преднизолона, к девятому атому углерода которого добавлен атом фтора, а к шестнадцатому — метильная группа. Обладает противовоспалительным и иммунодепрессивным действием, действует в 30 раз сильнее по сравнению с ранее известным кортизолом.
В готовых лекарственных формах чаще используется 21-никотинат или натрий-фосфат дексаметазона. Водорастворимость натрий-фосфата позволяет вводить его внутривенно. Дексаметазон-21-никотинат вводится внутримышечно.
Дексаметазон входит в список допинг-препаратов, запрещённых WADA для использования спортсменами в целях улучшения спортивных результатов. Однако если препарат используется для лечения офтальмологических заболеваний, он не подпадает под запрет.
Дексаметазон является агонистом глюкокортикоидных рецепторов (англ. glucocorticoid receptor), на них он действует в 25 раз сильнее, чем кортизол, противовоспалительное действие 750 мкг дексаметазона эквивалентно таковому у 5000 мкг преднизолона.

## История

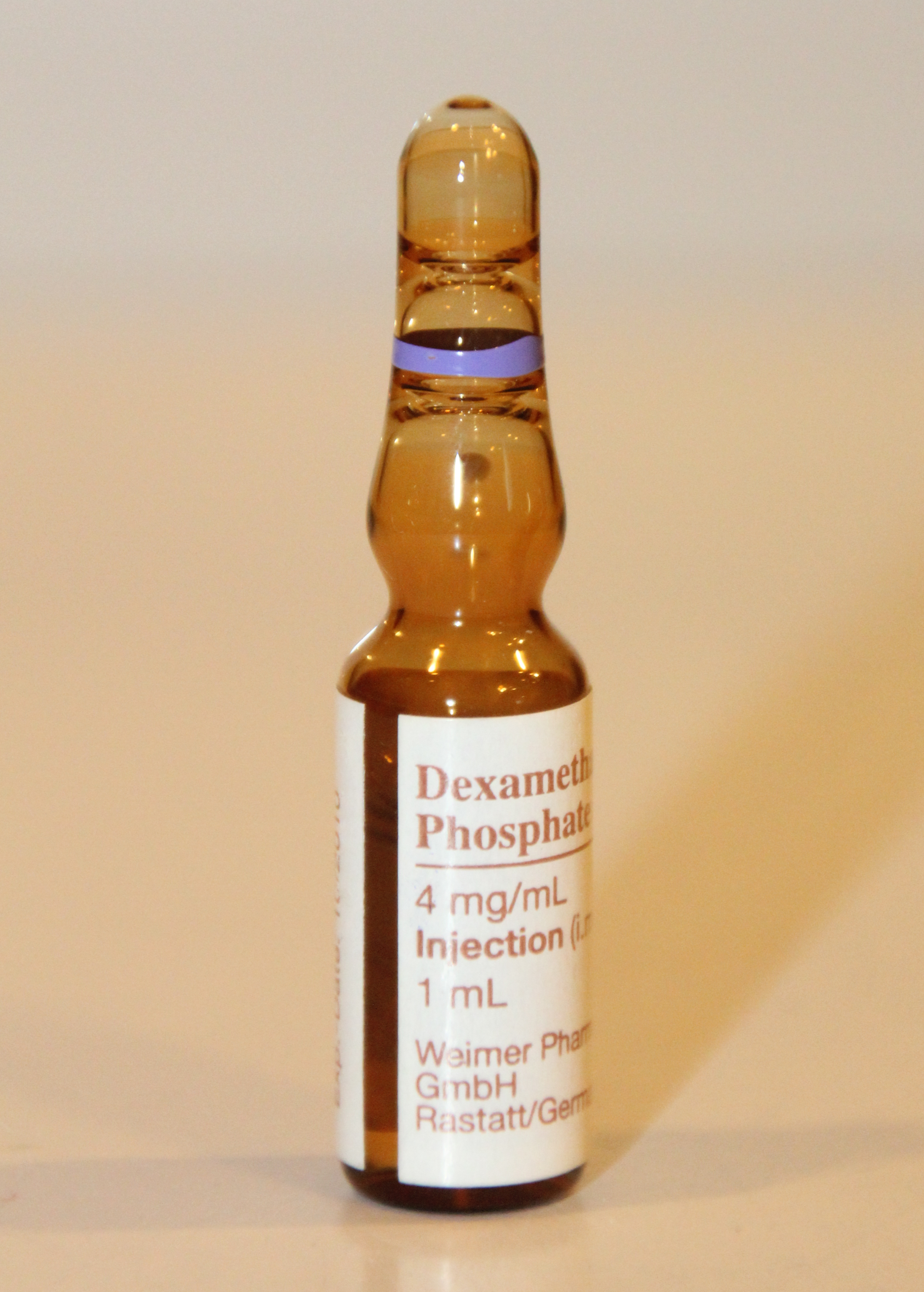
Ампула дексаметазон в виде раствора для инъекций

Дексаметазон был впервые синтезирован в компании Merck Филипом Шоуолтером Хенчем в 1957 году.
Исследователи обнаружили потенциал дексаметазона для терапии надпочечной атрофии, снижения избыточного веса, изменения баланса гликогена.
Вскоре после создания препарата он был успешно испытан при лечении ревматоидных заболеваний.
Препарат был одобрен для медицинского применения в США в 1961 году. Затем он был включён в рекомендации ВОЗ и в 1960-е годы стал использоваться во всех странах.
В 2020 году во время пандемии COVID-19 группа учёных Оксфордского университета доказала, что лекарство уменьшает смертность среди больных с тяжёлым течением заболевания, у которых затруднено дыхание. 16 июня 2020 года были объявлены предварительные результаты исследования RECOVERY: дексаметазон улучшает выживаемость госпитализированных пациентов с COVID-19, получающих кислород или находящихся на ИВЛ. У других пациентов препарат не давал улучшений. Препринт, содержащий полный набор данных, был опубликован 22 июня 2020 года, после чего резко вырос спрос на дексаметазон.
Тогда же Всемирная организация здравоохранения предупредила, что дексаметазон следует назначать при COVID‑19 только тяжелобольным и критическим пациентам, получающим лечение в стационаре, а для амбулаторного лечения лёгкой формы заболевания и для профилактического приёма препарата нет доказательств эффективности. В сентябре 2020 года ВОЗ включила дексаметазон в обновлённое руководство по использованию кортикостероидов при COVID‑19.
В июле 2020 года Европейское агентство по лекарственным средствам (EMA) начало рассмотрение результатов экспериментального лечения дексаметазоном пациентов с COVID‑19, проведённое в рамках исследования RECOVERY. В сентябре 2020 года EMA получило заявку на регистрацию дексаметазона для лечения COVID‑19.
В июне 2020 года дексаметазон был включён Минздравом РФ в седьмую редакцию российских клинических рекомендаций по лечению COVID-19. При этом в российских рекомендациях указана существенно бо́льшая дозировка препарата, чем минимально эффективная, выявленная в оксфордском исследовании (меньшая доза снижает выраженность побочных эффектов терапии).

## Физические свойства
Дексаметазон — белый или почти белый кристаллический порошок без запаха.
В чистом виде дексаметазон растворим в полиэтиленгликоле. В виде натрий-фосфата растворим в воде.
Растворимость дексаметазона в воде при 25 °C — 100 мг/л. Он растворим в ацетоне, этаноле, хлороформе.

## Фармакологические свойства
Эффект от дексаметазона обычно проявляется в течение дня и длится около трех суток.

### Фармакокинетика
В крови дексаметазон связывается (60—70 %) со специфическим белком-переносчиком — транскортином. Легко проходит через гистогематические барьеры, в том числе через гематоэнцефалический и плацентарный.
Дексаметазон метаболизируется в печени, выводится почками. При лактации попадает в молоко. Период полувыведения дексаметазона из плазмы крови — 3—5 часов.

### Фармакодинамика
Дексаметазон оказывает противовоспалительное, противоаллергическое, десенсибилизирующее, иммунодепрессивное, противошоковое и антитоксическое действие, повышает чувствительность бета-адренорецепторов к эндогенным катехоламинам. Подавляет синтез и секрецию кортикотропин-рилизинг-гормона и адренокортикотропного гормона, что снижает синтез эндогенных глюкокортикостероидов.
Особенность действия дексаметазона — значительное ингибирование функции гипофиза и практически полное отсутствие минералокортикостероидной активности.
Взаимодействует со специфическими цитоплазматическими глюкокортикостероидными рецепторами с образованием комплекса, индуцирующего образование белков, в конечном итоге подавляется высвобождение арахидоновой кислоты, что подавляет синтез веществ, способствующих воспалительным реакциям. Иммунодепрессивный эффект обусловлен вызываемой им инволюцией лимфоидной ткани, угнетением пролиферации лимфоцитов и взаимодействия между ними, торможением высвобождения цитокинов из лимфоцитов и макрофагов, снижением образования антител. Противоаллергический эффект развивается в результате снижения синтеза и секреции медиаторов аллергии:
- В белковом обмене уменьшает количество глобулинов в плазме крови, что повышает соотношение альбумин/глобулин, также снижает синтез и усиливает катаболизм белка в мышечной ткани[5].
- В липидном обмене повышает синтез высших жирных кислот и триглицеридов, перераспределяет жир, приводит к развитию гиперхолестеринемии[5].
- В углеводном обмене увеличивает абсорбцию углеводов из желудочно-кишечного тракта; усиливает поступления глюкозы из печени в кровь; способствует развитию гипергликемии[5].
- В водно-электролитном обмене задерживает ионы натрия и воду в организме, снижает абсорбцию ионов кальция из желудочно-кишечного тракта, что в итоге снижает минерализацию костной ткани[5].

При обструктивных заболеваниях дыхательных путей действие обусловлено главным образом торможением воспалительных процессов и предупреждением или уменьшением выраженности отёка слизистых оболочек.
При воспалительном процессе дексаметазон тормозит соединительнотканные реакции и снижает возможность образования рубцовой ткани.

### Лекарственное взаимодействие
- Индукторы микросомальных ферментов печени (барбитураты, фенитоин и рифампицин) могут уменьшить период полувыведения дексаметазона[21].
- Дексаметазон совместно с оральными контрацептивами может увеличить их объём распределения[21].

## Эффективность и безопасность
В хирургии верхних конечностей в исследованиях низкого или среднего качества их авторы полагают, что дексаметазон можно использовать в качестве адъюванта при блокаде периферических нервов (дексаметазон может продлить продолжительность сенсорного блока, таким образом его применение может уменьшить применение опиоидов в анестезии).
Применённый в спинальной анестезии при кесаревом сечении, дексаметазон увеличивает риск постдуральной пункционной головной боли
Метаанализ семи клинических испытаний тяжелобольных пациентов с COVID-19, каждый из которых получал один из трёх разных кортикостероидов, показал статистически значимое снижение смертности. Наибольшее снижение было получено с дексаметазоном (36 % по сравнению с плацебо).
Длительное применение дексаметазона может привести к молочнице, потере костной массы, катаракте, лёгким синякам или мышечной слабости. В США он относится к категории C при беременности, а это означает, что его следует использовать только в том случае, если прогнозируется, что польза от него превосходит риски.
В Австралии пероральный прием дексаметазона относится к категории А, что означает, что он часто используется во время беременности и не вызывает проблем у ребёнка. Однако его не следует принимать при грудном вскармливании.

### Предотвращение тошноты
Дексаметазон (внутривенно) эффективен для предотвращения тошноты и рвоты у людей после операции с длительной спинальной или эпидуральной анестезией опиоидами.
Комбинация дексаметазона и антагониста рецептора 5-HT3 ондансетрон более эффективна, чем один антагонист рецептора 5-HT3, в предотвращении послеоперационной тошноты и рвоты.
Во время операции дексаметазон, использованный в качестве противорвотного средства, не изменяет скорость инфицирования ран. Влияет ли он на заживление ран — неизвестно.

## Применение
Дексаметазон с 1960-х применяется при лечении аутоиммунных заболеваний, затем стал применяться и при многих других, неполный список: ревматические заболевания, кожные болезни, аллергии, астма, хроническая обструктивная болезнь лёгких, круп, отёк мозга. Его также назначают при боли в глазах после офтальмологической операции, а также вместе с антибиотиками при туберкулёзе. При недостаточности коры надпочечников его следует использовать вместе с лекарствами, обладающими более сильным минералокортикоидным действием, такими как флудрокортизон. При преждевременных родах его можно использовать для улучшения результатов[каких?] у ребёнка. Его можно вводить перорально, в виде инъекции в мышцу или в виде инъекции в вену.
Он также применяется при терапии недоношенности, как вспомогательный препарат при терапии злокачественных опухолей, он эффективен при системной красной волчанке, синдроме Кавасаки, бронхиальной астме, гломерулонефритах и других заболеваниях, применяется также при заболеваниях надпочечников, в частности при диагностике синдрома Кушинга.
Кроме того, дексаметазон применяется при инфекционных заболеваниях, как и другие кортикостероиды, но для такой терапии сложно определить его применимость, так как тормозящее влияние на иммунную систему может помешать организму избавиться от патогена. Именно по этой причине в инструкции к препарату написано про тяжёлые инфекционные заболевания без их конкретизации и указано, что применяется он совместно с антибиотиками.
Дексаметазон используется при лечении тяжёлой формы COVID-19 у больных с затруднённым дыханием и не рекомендуется больным со среднетяжёлой и лёгкой формами заболевания.
На октябрь 2020 года дексаметазон являлся единственным препаратом с доказанной эффективностью при лечении больных с тяжёлой формой COVID-19.

### Противовоспалительное средство
Дексаметазон используется для лечения многих воспалительных и аутоиммунных состояний, таких как ревматоидный артрит и бронхоспазм. Идиопатическая тромбоцитопеническая пурпура, снижение количества тромбоцитов из-за иммунной проблемы, реагирует на 40 мг в день в течение четырёх дней; его можно вводить 14-дневными циклами. Неясно, значительно ли дексаметазон в этом состоянии лучше, чем другие глюкокортикоиды.
Его также дают в небольших количествах перед или после, или до и после некоторых стоматологических операций, таких как удаление зубов мудрости, операции, при которой у пациента часто остаются опухшие щёки.
Дексаметазон обычно назначают для лечения крупа у детей, поскольку однократная доза может уменьшить отёк дыхательных путей, улучшить дыхание и уменьшить дискомфорт.
По данным специалистов Кокрановского сообщества дексаметазон более эффективен, чем будесонид, при лечении крупа у детей. При крупе люкокортикоиды в сравнении с плацебо уменьшают его симптомы через два часа с сохранением эффекта не менее суток. Дексаметазон и будесонид были наиболее изученными глюкокортикоидами. Даже несмотря на то, что результаты для дексаметазона по сравнению с плацебо были противоречивыми, данные четырёх непосредственных испытаний показали, что в уменьшении симптомов крупа через шесть и 12 часов после лечения, а также для уменьшения потребности в адреналине дексаметазон более эффективен, чем будесонид. Для детей с крупом лечение глюкокортикоидами сокращает количество часов, проведённых в больнице или отделении неотложной помощи, а также количество повторных посещений или повторных госпитализаций. В кокрановском обзоре указано, что они не обнаружили каких-либо различий между дексаметазоном и будесонидом в частоте повторных посещений врача или повторных госпитализаций. Похоже, что комбинация дексаметазона и будесонида не даёт дополнительных преимуществ по сравнению с использованием одного из этих препаратов в лечении крупа, а о роли других глюкокортикоидов данных недостаточно. При этом в обзоре указано на сообщения о серьёзных побочных эффектах, связанных с краткосрочным лечением крупа глюкокортикоидами.
Его вводят в пятку при лечении подошвенного фасциита, иногда в сочетании с триамцинолона ацетонидом.
При приёме в высоких дозах полезно противодействовать аллергическому анафилактическому шоку.
Дексаметазон присутствует в некоторых глазных каплях, особенно после операций на глазах, а также в виде назального спрея и некоторых ушных каплях (можно сочетать с антибиотиками и противогрибковыми средствами). Интравитреальные стероидные имплантаты с дексаметазоном были одобрены FDA для лечения глазных заболеваний, таких как диабетический макулярный отёк, окклюзия центральной вены сетчатки и увеит. Дексаметазон также использовался с антибиотиками для лечения острого эндофтальмита.
Дексаметазон используется при трансвенозной ввинчивающейся кардиостимуляции, что позволяет минимизировать воспалительную реакцию миокарда. Стероид высвобождается в миокард, как только винт выдвигается, и может играть важную роль в минимизации порога острой стимуляции за счёт уменьшения воспалительной реакции. Типичное количество свинцового наконечника составляет менее 1,0 мг.
Дексаметазон можно[кем?] назначать[кому?] перед приёмом антибиотиков в случае бактериального менингита. Он снижает воспалительную реакцию организма на бактерии, убитые антибиотиками (гибель бактерий высвобождает провоспалительные медиаторы, которые могут вызывать вредную реакцию), тем самым уменьшая потерю слуха и неврологические нарушения.
Имеются доказательства высокого качества о пользе кортикостероидов, в том числе дексаметазона, в предотвращении смерти людей с туберкулёзным менингитом. Этот эффект, вероятно, со временем ослабевает, что подтверждают данные пятилетнего наблюдения в одном исследовании, но при таком наблюдательном исследовании может быть не замечено влияние смешанных факторов на наблюдаемый результат.
Кортикостероиды могут не влиять на показатели неврологического дефицита у людей, переживших туберкулёзный менингит, но доверительный интервал вокруг этой оценки включает повышенный риск описанного исхода. Однако, учитывая пользу, связанную со снижением риска смерти, это вряд ли будет иметь количественное значение при рассмотрении вопроса об использовании кортикостероидов у пациентов с туберкулёзным менингитом.
Из-за отсутствия прямых доказательств эффективности кортикостероидов для ВИЧ-положительных людей с туберкулёзным менингитом, в отношении этой группы пациентов имеется неопределённость. Кортикостероиды могут не быть связаны с повышенным риском нежелательных явлений, но существует неопределённость, связанная с ограниченным количеством сообщений о нежелательных явлениях во включённых в обзор клинических испытаниях.

### Лечение астмы
При терапии астмы используются разные схемы лечения дексаметазоном. По данным специалистов Кокрановского сообщества, для дексаметазона недостаточно доказательств относительно низкой эффективности схем с более короткими или низкими дозами глюкокортикостероидов в сравнении со схемами с более длинными или высокими дозами, а также что длительное лечение или лечение высокими дозами связаны с бо́льшим количеством побочных эффектов. В частности, серьёзные побочные эффекты и госпитализации были слишком редкими, чтобы уверенно сказать о превосходстве одной из схем применения глюкокортикостероидов.

### Рак
Людям с раком, проходящим химиотерапию, часто назначают дексаметазон, чтобы противодействовать определённым побочным эффектам их противоопухолевого лечения. Дексаметазон может усиливать противорвотный эффект антагонистов рецепторов 5-HT3, таких как ондансетрон. Точный механизм этого взаимодействия точно не определён, но было высказано предположение, что этот эффект может быть вызван, среди многих других причин, ингибированием синтеза простагландинов, противовоспалительными эффектами, иммуносупрессивными эффектами, сниженным высвобождением эндогенных опиоидов или комбинациями вышеупомянутого.
При опухолях головного мозга (первичных или метастатических) дексаметазон используется для противодействия развитию отёка, который в конечном итоге может сдавливать другие структуры мозга. Он также применяется при компрессии спинного мозга, когда опухоль сдавливает спинной мозг.
Дексаметазон также используется в качестве прямого химиотерапевтического агента при определённых гематологических злокачественных новообразованиях, особенно при лечении множественной миеломы, при которой дексаметазон назначается отдельно или в комбинации с другими химиотерапевтическими препаратами, в том числе чаще всего с талидомидом (торговая марка Thal-dex), леналидомидом, бортезомибом (торговые марки Велкейд, Велдекс), или комбинациями доксорубицина (Адриамицин) и винкристина или бортезомиб/леналидомид/дексаметазон.

### COVID-19
Лечение дексаметазоном рекомендовано Национальной службой здравоохранения Великобритании и Национальными институтами здоровья (NIH) в США для пациентов с COVID-19, находящихся на искусственной вентиляции лёгких или которым требуется дополнительный кислород.
Дексаметазон не рекомендуется пациентам с COVID‑19, которым не требуется дополнительный кислород или госпитализация.
Всемирная организация здравоохранения (ВОЗ) рекомендует использовать системные кортикостероиды для лечения людей с тяжёлым и критическим COVID-19 и предлагает не использовать кортикостероиды для лечения людей с другими формами этого заболевания.
В сентябре 2020 года Европейское агентство по лекарственным средствам (EMA) одобрило использование дексаметазона у взрослых и подростков (от двенадцати лет и с массой тела не менее 40 кг), которым требуется дополнительная кислородная терапия. Дексаметазон можно принимать внутрь, вводить в виде инъекции или вливания (капельно) в вену.

### Эндокринная система
Дексаметазон используется для лечения очень редкого нарушения устойчивости к глюкокортикоидам.
При надпочечниковой недостаточности и болезни Аддисона дексаметазон назначают, когда пациент плохо реагирует на преднизон или метилпреднизолон.
Дексаметазон можно использовать при врождённой гиперплазии надпочечников у подростков старшего возраста и взрослых для подавления выработки АКТГ. Обычно его дают на ночь.

### Беременность
Дексаметазон можно назначать женщинам с риском преждевременных родов, чтобы способствовать созреванию лёгких плода. Это введение, вводимое от дня до недели до родов, было связано с низкой массой тела при рождении, хотя и не с повышением уровня неонатальной смертности.
Дексаметазон также использовался во время беременности в качестве пренатального лечения не по назначению для лечения симптомов врождённой гиперплазии надпочечников (ВГК) у младенцев женского пола. ВКГ вызывает множество физических отклонений, в частности неоднозначность гениталий. Было показано, что раннее пренатальное лечение ВКГ уменьшает некоторые симптомы ВГК, но не лечит лежащее в основе врождённое заболевание. Такое использование является спорным: он недостаточно изучен, только вокруг одного из десяти плодов женщин, получавших в опасности состояния, и серьёзные неблагоприятные события были зарегистрированы. Экспериментальное использование дексаметазона во время беременности для лечения ВГК плода было прекращено в Швеции, когда в каждом пятом случае наблюдались побочные эффекты.
Небольшое клиническое исследование показало долгосрочное влияние на вербальную рабочую память у небольшой группы детей, получавших пренатальное лечение, но небольшое количество испытуемых означает, что исследование нельзя считать окончательным.

### Высотные болезни
Дексаметазон используется для лечения высотного отёка мозга, а также высотного отёка лёгких. Его применяют в альпинистских экспедициях, чтобы помочь альпинистам справиться с осложнениями высотной болезни.

### Больное горло
Однократная доза дексаметазона или другого стероида ускоряет улучшение[чего?] при боли в горле.

## Противопоказания
Противопоказаниями к применению дексаметазона являются: неконтролируемые инфекции, гиперчувствительность к дексаметазону, церебральная малярия, системная грибковая инфекция, одновременное лечение живыми вирусными вакцинами, включая противооспенную вакцину.

## Побочные эффекты
Точная информация о частоте побочных эффектов при использовании дексаметазона недоступна. Ниже приведены вероятные побочные эффекты с оценкой частоты на основе частоты побочных эффектов родственных кортикостероидов и имеющейся документации по дексаметазону.
Общие побочные эффекты:
- Акне
- Бессонница
- Головокружение
- Повышенный аппетит
- Увеличение веса
- Нарушение заживления кожи
- Депрессия
- Эйфория
- Артериальная гипертензия
- Повышенный риск при заражениях вследствие заторможенности иммунитета
- Повышенное внутриглазное давление
- Тошнота
- Рвота
- Диспепсия
- Нарушение сознания
- Амнезия
- Раздражение
- Недомогание
- Головные боли
- Катаракта (при длительном лечении встречается примерно у 10 % пациентов)

Побочные эффекты с неизвестной частотой:
- Отёк диска зрительного нерва
- Гипокортицизм
- Задержка роста (у детей)
- Синдром гиперкортицизма
- Язва желудка
- Остеопороз
- Миопатия
- Сахарный диабет 2-го типа
- Гипергликемия
- Панкреатит (воспаление поджелудочной железы)
- Задержка натрия и воды
- Маниакальный синдром
- Психоз
- Глаукома
- Кардиомиопатии
- Вздутие живота
- Истончение роговицы или склеры
- Кандидоз
- Атрофия кожи
- Синяки
- Телеангиэктазия
- Стрии
- Лейкоцитоз
- Тромбоэмболия
- Синдром психической зависимости
- Позвоночный коллапс
- Язва пищевода
- Судороги
- Гиперлипидемия
- Внутричерепная гипертензия (длительное лечение)
- Прилив жара
- Гипокалиемия
- Гипокальциемия
- Мышечная атрофия
- Истощение запасов азота из-за катаболизма белков
- Аллергические реакции, включая Анафилактический шок

## Синдром отмены
Внезапная отмена после длительного лечения кортикостероидами может привести к:
- Гипокортицизм
- Артериальная гипотензия
- Лихорадка
- Миалгия
- Артралгия
- Ринит
- Конъюнктивит
- Болезненная зудящая сыпь на коже
- Потеря веса
- Смерть

## Общество и культура

### Цена
Дексаметазон доступен в большинстве регионов мира и стоит недорого. В Соединённых Штатах месячный курс лечения обычно стоит менее 25 долларов США. В Индии курс лечения преждевременных родов стоит около 0,50 доллара США.

### Немедицинское использование
В легальных публичных домах Бангладеш дексаметазон дают несовершеннолетним проституткам с целью увеличения массы тела, чтобы они выглядели для клиентов и полиции старше своего возраста.
Всемирное антидопинговое агентство запретило дексаметазон (и большинство глюкокортикоидов) для использования спортсменами в целях улучшения спортивных результатов: в частности, его использование запрещено участниками соревнований по пулевой стрельбе.

## Документы
- Реестровая запись ФС-000453 : Дексаметазона натрия фосфат // Государственный реестр лекарственных средств. — Минздрав РФ, 2012. — 12 декабря.
- Регистрационное удостоверение ЛП-003597 : Дексаметазон // Государственный реестр лекарственных средств. — Минздрав РФ, 2016. — 4 мая.
- Петухов, В. И. Инструкция по медицинскому применению лекарственного препарата для медицинского применения Дексаметазон : ЛП-003597-040516 / ОАО «Синтез». — Министерство здравоохранения Российской Федерации, 2016. — 4 мая. — 14 с.